# Metaxyphloeus texanus
Metaxyphloeus texanus är en skalbaggsart som först beskrevs av Jacob Christian Schäffer 1904.  Metaxyphloeus texanus ingår i släktet Metaxyphloeus och familjen ritsplattbaggar. Inga underarter finns listade i Catalogue of Life.